# Antimonovo bjelilo
Antimonovo bjelilo ili antimonov(III) oksid, Sb2O3, pojavljuje se kao mineral valentinit (antimonov cvijet) i senarmontit, služi u proizvodnji emajla, bijelog stakla, kao bijeli pigment i u galvanotehnici.

## Dobivanje
Antimon(III) oksid Sb4O6 može se dobiti prženjem rude antimona uz ograničen pristup zraka ili djelovanjem pregrijane pare na rudu. Međutim, antimon(III) oksid u obliku finog praha, koji može služiti kao pigment (antimonovo bjelilo), proizvodi se oksidacijom rastaljenog metalnog antimona na zraku ili kisiku. Tako dobiveni tehnički proizvod sadrži obično oko 99% antimon(III) oksida uz primjese drugih antimonovih oksida, te oksida željeza, olova, arsena i tako dalje. To je bijeli kristalni prah gustoće od 5 200 do 5 800 kg/m3, koji grijanjem požuti, a hlađenjem opet poprima bijelu boju. Kiseline i alkalije otapaju ga uz stvaranje soli. 

## Primjena
Antimon(III) oksid upotrebljava se u manjem obujmu kao bijeli pigment, većinom u smjesi s titanijevim dioksidom kojemu poboljšava svojstva. Služi i u industriji stakla, keramike i emajla. Međutim, najvažnije je svojstvo antimon(III) oksida da u prisutnosti klora guši plamen i sprječava gorenje. To se svojstvo ispoljuje prilikom izgaranja materijala koji sadrže klorne spojeve i kojima je antimon(III) oksid primiješan ili je na njih nanesen. Zbog toga se on primjenjuje u pripravi sredstava otpornih prema vatri koja služe za ličenje drva i metala. Kao veziva u tim sredstvima služe sintetske smole koje sadrže klor (klorkaučuk, klorirani alkidi, PVC). Osim toga, antimon(III) oksid dodaje se i drugim materijalima (gumi, plastičnim masama, tekstilu) pri izradi proizvoda otpornih prema vatri, što je posebno izraženo u vojnoj industriji (na primjer za negorive cerade i slično).
|       |             |            |
| Sb4O6 | senarmontit | valentinit |